# John Updike
John Hoyer Updike (Reading, Pennsylvania, 1932. március 18. – Danvers, Massachusetts, 2009. január 27.) amerikai regényíró, költő, novellista, irodalom- és műkritikus. Legismertebb regényei közé tartozik az úgynevezett „Nyúl”-sorozat. Az öt regényből álló széria címeiben a Nyúl (Rabbit) név a történetek főhősére, Harry Rabbit Angstromra utal (Nyúlcipő, Nyúlketrec, Nyúlháj, Nyúlszív, Nyúlfark). A Nyúlháj (1981) és a Nyúlszív (1990) Pulitzer-díjat nyert.

## Korai évek
Updike apai ágon holland származású volt, elődei New Amsterdamban (a mai New York Cityben) telepedtek le, majd onnan New Jersey államba, végül Pennsylvaniába vándoroltak. A családi név eredetileg Opdyck volt. Updike apja, Wesley Russell Updike, matematikát tanított egy középiskolában, anyját (Linda Grace Hoyer Updike) írói ambíciók fűtötték. Tizenegy éves koráig Johnt a szülők Shillingtonban (Pennsylvania) nevelték. Ezután a család egy Plowville nevű helység (Berks megye, Pennsylvania) mellett elterülő tanyára költözött. A fiú itt kezdett el komolyabban érdeklődni a könyvek világa iránt.
Visszaemlékezéseiben Updike megemlítette édesanyját, és így írt ezekről az időkről: „Legkorábbi emlékeim közé tartozik, ahogy íróasztalánál ült. Csodálattal néztem az írói szerszámokat: az írógépet, a sok doboz tiszta papírt. Emlékszem a barna borítékokra is, amikben történeteit beküldte, és amikben aztán azok vissza is jöttek.” Ezek a tanyán töltött évek és a környezet, amiben az író felnőtt, évek múlva színterévé váltak több novellájának és regényének, így a „Nyulas” sorozatnak is.
Tanulmányait a Harvard Egyetemen teljes ösztöndíjjal kezdte, és summa cum laudé-val végezte irodalomból 1954-ben. Diplomájával a kezében úgy döntött, grafikus lesz, és beiratkozott az angliai Oxfordi Egyetem The Ruskin School of Drawing and Fine Art kurzusaira. Az Egyesült Államokba való visszatérése után, két éven keresztül rendszeresen küldött be különböző témájú munkákat a The New Yorker című lapnak. Később Ipswich városába (Massachusetts) költözött. Némely irodalomkutató úgy véli, hogy East Greenwich és Wickford kisvárosok inspirálták Az eastwicki boszorkányok (The Witches of Eastwick) című regényének megírására.

## Művei
Updike legfőképpen az amerikai protestáns középosztályról írt, leginkább mint a kertvárosi házasságtörők krónikását ismerték. Erről egyszer ezt írta: „…ez egy olyan témakör, amit ha még nem is merítettem ki teljesen, engem már minden bizonnyal kimerített”. Tulajdonképpen több alkalommal is szakított ezzel az ismerős területtel: 1984-ben írta meg a fent említett Az eastwicki boszorkányok című könyvét, melynek fő mondanivalója eltért a házaspárok szokásos krízisproblémájától – egy csoport elvált barátnőről szól, akik különböző manipulációkon keresztül „kezükbe veszik” a férfinemet (ebből a regényből 1987-ben mozifilm és 2000-ben musical is készült). Konspiráció című regénye (1978) egy hidegháborús, afrikai diktatúra kitalált története. Stílusát ebben a munkában Vladimir Nabokov írói stílusához hasonlítják; a 2000-ben írt Gertrud és Claudius egy posztmodern próbálkozás Hamlet témája körül; fontosabb regénye még A kentaur, amely Nemzeti Könyvdíjat nyert 1963-ban, a Párok (1968) és az Így látja Roger (1986). Martin Amis angol regényíró az Így látja Rogerről megjegyezte, hogy „majdnem, hogy mestermű”-nek lehetne nevezni. Az utóbbi két regény megjelenése alkalmával Updike képe a Time folyóirat fedőlapjára került, és amellett gazdag ember lett belőle.
Munkáját a legtöbb amerikai irodalomkritikus nagyra becsülte, és úgy emlegették, mint a kortársi irodalom legjobbjainak egyikét; elismerték kifinomult, kissé ironikus prózáját, műveltségét és alkotói termékenységét. Éveken keresztül emlegették mint az irodalmi Nobel-díj egyik legnagyobb esélyesét, ám azt sosem kapta meg.
Több mint huszonöt regényt és tucatnyi novellagyűjteményt publikált, ezenkívül verseket, gyermekmeséket és kritikai tanulmányokat írt irodalmi művekről és különböző művészeti ágakról. 1954-től kezdve több száz novellája, verse és könyvismertetője jelent meg a The New Yorker folyóiratban. Rendszeresen írt kritikát a The New York Review of Books című kiadvány számára is.
Updike szeretett szériákban dolgozni: Az öt Nyúl-köteten kívül egy alteregójaként tekintett, képzeletbeli zsidó regényíróról három humorosabb munkát is írt: Bech könyve (1970), Bech bolyong (1981) és Bech befut (1998). A Bech-történetben a főhős, Henry Bech végül is megkapja erőfeszítései jutalmául az irodalmi Nobel-díjat. Több novellát is írt egy társadalmilag sikeres házaspárról (The Maples). Kritikusai szerint ezek a történetek önéletrajzi jellegűek. Közülük jó néhány szolgált alapul a Too Far To Go című televíziós filmnek, Michael Moriarty és Blythe Danner szereplőkkel. Updike egyszer megjegyezte, hogy a házaspárnak azért adta a „Maples” (Juharfák) vezetéknevet, mert nagy csodálója a juharfa rugalmasságának és szépségének.
Még pályája kezdetén Updike bejelentette, hogy szándékában áll minden évben megjelentetni egy könyvet. Így is történt. Az évek múlása nem lassította le sem munkakedvét, sem írói találékonyságát. 1994-ben újraírta a Trisztán és Izoldát, megírt egy többgenerációs családtörténetet Isten velünk vonul (1996) címmel és egy tudományos-fantasztikus regényt: Az idő vége felé (1997), valamint a Seek My Face-t (2002), mely a művészeteknek a második világháború utáni helyzetéről szól. 2003-ban számos novelláját antológiába foglalták The Early Stories 1953 – 1975 címmel. A gyűjtemény elnyerte a 2004-es PEN/Faulkner díjat. A könyv előszavában Updike megjegyezte, hogy írói törekvése mindig is az volt, hogy „…felruházzam azt ami földi, a földi dolgoknak kijáró szépséggel.” A 2004-ben írt Falvak című regényében visszatért a házassági hűtlenség témájához. Huszonkettedik regénye, A terrorista, egy tizennyolc éves muszlim terrorista története New Jersey államban. 2007-ben tanulmánykötete jelent meg „Due Considerations” címmel. Huszonharmadik regénye, Az eastwicki özvegyek (2008) mintegy folytatása Az eastwicki boszorkányok című, 1984-ben írt nagy sikerű regényének. Az akkori fiatal, csábító boszorkányok 2008-ra már őszülő matrónák, de még mindig „boszorkányok”.
Kísérlete a drámaírás terén, a Buchanan Dying: a play nem járt sikerrel. Valószínűleg ezen ő nem csodálkozott különösebben. Még 1968-ban egy riporternek kijelentette, hogy „egy csomó kifestett ember csak áll egy platformon és hónapokig ugyanazt mondja egymásnak – ez annyira nem reális számomra, hogy ez nem nekem való. Ha megnézzük a regényírókat [Mark] Twain-től kezdve [Henry] James-ig, és Faulknertól [Saul] Bellow-ig, a regényírók számára a színdarabírás egy eléggé elszomorító vállalkozás.”
Egészen 2008-ig Updike egyik jutalomdíjat a másik után nyerte. Mint legutolsó, ilyen volt az úgynevezett Jefferson Lecture, mellyel az amerikai kormány Updike-ot megbízta; az Egyesült Államokban talán ez a legnagyobb megtiszteltetés egy író számára. Updike előadásának a „The Clarity of Things: What Is American about American Art” („A dolgok világossága: mi igazán amerikai az amerikai művészetben”) címet adta.
Élete végén az író négy gyerekének és Martha nevű második feleségének szentelte idejét; több unokája van. Emlékirataiban (Self-Consciousness) levelet írt két unokájához, Anoffhoz és Kwame-hoz, melyben leírja az Updike család történetét, és arra kéri őket, ne szégyelljék bőrük színét. (Anoff és Kwami apja Nyugat-Afrikából származik; Wesley-nek, egy másik unokájának anyja kelet-afrikai.)
Feleségével a Beverly Farms (Massachusetts) nevű tanyán élt. Updike 2009. január 27-én halt meg tüdőrákban egy danversi hospice-ban, 76 éves korában.

## Kritika
Martin Amis brit regényíró és esszéista gyakran foglalkozott Updike írásaival. A Picked-up Pieces című esszégyűjteményéről megjegyezte, hogy „…Updike a 20. századi irodalmat egységes színvonalra akarja hozni. Azt mondja, hogy a lehetőséget az alkotásra, éppúgy mint az életre, mindenki számára lehetővé, illetve elérhetővé kellene tenni.” Az író memoárjáról (Self-Consciousness) ez volt a véleménye: „…a könyv befejező része, 'On Being a Self Forever' [Énünk megőrzése az utolsókig], tudomásom szerint a legjobb, amit eddig írtak arról, milyen a megöregedés: öregség, és azután már csak annak a vége”. A Rabbit at Rest-ről: „...ez a regény tartósan sokatmondó, ami az elfáradást, az elöregedést és ezek utálatát illeti; és mindezt friss, hervadhatatlan prózában írni meg...” Updike Odd Jobs: Essays and Criticism [Furcsa munkák: tanulmányok a kritikáról] című kötetéről Amis így írt: „… [ennek a munkának] van egy bizonyos gördülékeny jellege, de egyre inkább öncélúvá válik: túl sok a nosztalgia a trolibuszok és a baseballkesztyűk után, túl sok az elődök tisztelete, túl sok az áhítatos jámborság.”
2008 novemberében a brit Literary Review (Irodalmi ismertető) szerkesztői Updike-nak ítélték a „Rosszul fogalmazott szex az irodalomban” díjat. Angliában ezzel azokat az írókat díjazzák, akik „durva, ízléstelen vagy nevetséges szexuális leírásokat produkálnak a modern irodalomban”.

## Bibliográfia
Legtöbb művét Göncz Árpád (6 regény, 2 kisregény, 2 elbeszélés) és Gy. Horváth László (7 regény, 30 elbeszélés) fordította magyarra.
Nyúl-regények
- (1960) Rabbit, Run
  - Nyúlcipő. Regény; fordította: Réz Ádám, utószó: Abody Béla; Európa, Budapest, 1968 (Modern könyvtár)
  - Nyúlcipő; fordította: Gy. Horváth László, 21. Század, Budapest, 2018
- (1971) Rabbit Redux
  - Nyúlketrec; fordította: Göncz Árpád; Európa, Budapest, 1988 (Európa zsebkönyvek)
  - Nyúlketrec; fordította: Gy. Horváth László, 21. Század, Budapest, 2019
- (1981) Rabbit Is Rich
  - Nyúlháj. Regény; fordította: Göncz Árpád; Európa, Budapest, 1984 (Európa zsebkönyvek)
  - Nyúlháj; fordította: Gy. Horváth László, 21. Század, Budapest, 2019
- (1990) Rabbit At Rest
  - Nyúlszív; fordította: Gy. Horváth László; Európa, Budapest, 1992
- (2001) Rabbit Remembered
  - Nyúlfark és más történetek; fordította: Gy. Horváth László, Molnár Katalin, Sipos Katalin; Európa, Budapest, 2001

Bech-kötetek
- (1970) Bech, a Book
- (1982) Bech Is Back
  - Bech bolyong; fordította: Kovács Attila; Európa, Budapest, 1999
- (1998) Bech at Bay
  - Bech befut; fordította: Szabó T. Anna; Európa, Budapest, 1999

Buchanan-kötetek
- (1974) Buchanan Dying (a play)
- (1992) Memories of the Ford Administration (a novel)

Eastwick-regények
- (1984) The Witches of Eastwick
  - Az eastwicki boszorkányok. Regény; fordította: Göncz Árpád; Európa, Budapest, 1986(Európa zsebkönyvek)
- (2008) The Widows of Eastwick
  - Az eastwicki özvegyek; fordította: Tábori Zoltán; Európa, Budapest, 2009

Egyéb regények
- (1959) The Poorhouse Fair
  - Szegényházi vásár; fordította: Göncz Árpád; in:A Szomorú Kávéház balladája. Amerikai kisregények; Európa, Budapest, 1968
- (1963) The Centaur
  - A kentaur. Regény; fordította: Göncz Árpád; Európa, Budapest, 1966(Európa zsebkönyvek)
- (1965) Of the Farm
  - A farm; fordította: Göncz Árpád; in:Csalhatatlan vér. Amerikai kisregények; Európa, Budapest, 1969
- (1968) Couples
  - Párok; fordította: Debreczeni Júlia; Victoria, Pécs, 1990
- (1975) A Month of Sundays
  - Majd ha fagy; fordította: Gy. Horváth László; Európa, Budapest, 2002
- (1977) Marry Me
  - Gyere hozzám feleségül. Románc; fordította: Göncz Árpád; Európa, Budapest, 1981(Európa zsebkönyvek)
- (1978) The Coup
  - -Konspiráció; fordította: Rézműves Zoltán; Európa, Budapest, 1997
- (1986) Roger's Version
  - Így látja Roger. Regény; fordította: Göncz Árpád; Európa, Budapest, 1989
- (1988) S.
  - S.; fordította: Nagy Péter; Európa, Budapest, 1993
- (1994) Brazil
  - Brazília; fordította: Szász Imre; Európa, Budapest, 1995
- (1996) In the Beauty of the Lilies
  - Isten velünk vonul; fordította: Sóvágó Katalin; Európa, Budapest, 1997
- (1997) Toward the End of Time
  - Az idő vége felé; fordította: M. Nagy Miklós; Európa, Budapest, 1998
- (2000) Gertrude and Claudius
  - Gertrud és Claudius; fordította: Molnár Katalin; Európa, Budapest, 2000
- (2002) Seek My Face
- (2004) Villages
  - Falvak; fordította: Gy. Horváth László; Európa, Budapest, 2005
- (2006) Terrorist
  - A terrorista; fordította: Sóvágó Katalin; Európa, Budapest, 2007

Elbeszélés és novellagyűjtemények
- (1959) The Same Door
  - Ugyanaz az ajtó; fordította: Bartos Tibor et al.; Európa, Budapest, 2006
- (1961) A & P
- (1962) Pigeon Feathers
  - Galambtollak; fordította: Bart István et al.; Európa, Budapest, 2003
- (1964) Olinger Stories
- (1966) The Music School
  - A zeneiskola; fordította: Bartos Tibor et al.; Európa, Budapest, 2004
- Ilyen boldog se voltam. Elbeszélések; válogatta: Géher István, fordította: Bart István et al.; Európa, Budapest, 1971(Európa zsebkönyvek)
- (1972) Museums And Women
- (1979) Problems
- (1979) Too Far To Go
- (1987) Trust Me
  - Bízzál bennem. Elbeszélések; fordította: Göncz Árpád et al.; Európa, Budapest, 1995(Európa zsebkönyvek)
- (1994) The Afterlife
  - Az élet alkonyán. Elbeszélések; fordította: Barkóczi András et al.; Európa, Budapest, 1996
- (2000) The Best American Short Stories of the Century (szerkesztő)
- (2001) Licks of Love
- (2003) The Early Stories: 1953–1975
- (2009) My Father's Tears and Other Stories
  - Apám könnyei és más elbeszélések; fordította: N. Kiss Zsuzsa; Európa, Budapest, 2012

Költemények
- (1957) Ex-Basketball Player
- (1958) The Carpentered Hen
- (1963) Telephone Poles
- (1969) Midpoint
- (1969) Dance of the Solids
- (1977) Tossing and Turning
- (1985) Facing Nature
- (1993) Collected Poems 1953–1993
- (2001) Americana: and Other Poems
- (2009)Endpoint and Other Poems
  - Végpont és más versek; fordította: N. Kiss Zsuzsa; Európa, Budapest, 2011

Tanulmányok, kritikai írások
- (1965)Assorted Prose
- (1975)Picked-Up Pieces
- (1983) Hugging The Shore
  - E gyönyörű zöld planétán. Tanulmányok; válogatta, utószót írta: Sükösd Mihály, fordította: Debreczeni Júlia; Európa, Budapest, 1989 (Modern könyvtár)
- (1989) Self-Consciousness: Memoirs
- (1989) Just Looking
- (1991) Odd Jobs
- (1996) Golf Dreams: Writings on Golf
- (1999) More Matter
- (2005) Still Looking: Essays on American Art
- (2007) Due Considerations: Essays and Criticism

## Fordítás
- Ez a szócikk részben vagy egészben  a   John Updike című angol Wikipédia-szócikk fordításán alapul.  Az eredeti cikk szerkesztőit annak laptörténete sorolja fel. Ez a jelzés csupán a megfogalmazás eredetét és a szerzői jogokat jelzi, nem szolgál a cikkben szereplő információk forrásmegjelöléseként.